# Michael Salazar
Michael Salazar est un footballeur international bélizien né le 15 novembre 1992 à New York aux États-Unis. Il joue au poste d'attaquant.

## Biographie
Michael Salazar nait à New York mais part à deux ans vivre dans le pays d'origine de ses parents, le Belize. À l'âge de 17 ans, il retourne aux États-Unis, en Californie pour ses études.

### Jeunesse et formation
Après une saison à jouer en high school à Canyon Springs, Salazar commence sa carrière de joueur de soccer universitaire avec l'Université baptiste de Californie en 2011. Après deux saisons couronnées de succès avec les Lancers et alors qu'il est déjà international, Salazar rejoint l'Université de Californie à Riverside le 10 juin 2013.
Après ce transfert, il doit attendre la saison 2014 de NCAA pour faire ses débuts avec les Highlanders.
Durant son année senior à Riverside, Salazar joue également dans le championnat amateur USASA avec le PSA Elite. Avec cette équipe, il se fait remarquer lors de la coupe des États-Unis 2015 en inscrivant trois buts dont le premier but du match contre les vedettes du Galaxy de Los Angeles lors du quatrième tour (défaite 6-1).

### Parcours en club
Le 14 janvier 2016, Salazar est repêché en 24e position par l'Impact de Montréal lors de la MLS SuperDraft. Après avoir convaincu Mauro Biello lors de la présaison, Salazar signe un contrat MLS avec l'Impact le 1er mars 2016.
À l'issue de la saison 2018, son contrat n'est pas prolongé avec l'équipe de Rémi Garde.

### Parcours en sélection
Après avoir évolué dans les différentes sélections nationales de jeunes, Salazar fait ses débuts en équipe de Belize sénior le 11 juin 2013 à l'occasion d'un match nul 0-0 contre le Guatemala. Deux semaines plus tard, il est retenu dans le groupe pour disputer la Gold Cup 2013.

## Palmarès
- Joueur amateur par excellence de la Coupe des États-Unis en 2015[5]